# Tajga

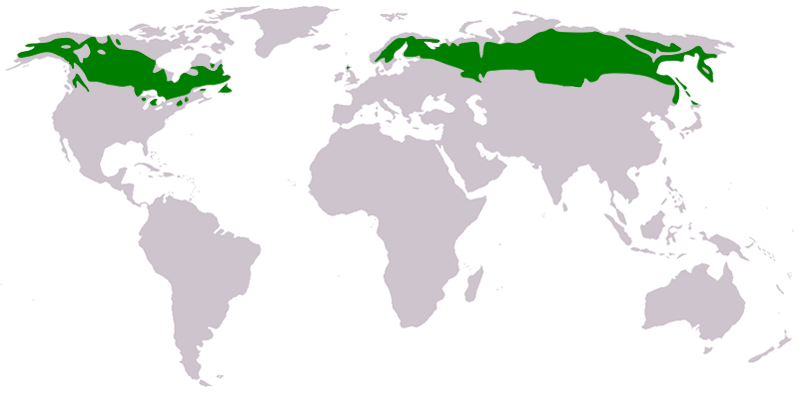
     Zasięg tajgi
Tajga, borealny las iglasty – lasy iglaste, które występują na półkuli północnej w strefach klimatu umiarkowanego chłodnego i subpolarnego w północnej części Azji, głównie w Rosji (Syberia, Kamczatka, Sachalin), w północno-wschodnich Chinach (Mandżuria), w północnej Japonii (na wyspie Hokkaido), w Ameryce Północnej (Alaska i Kanada) i Europie (Półwysep Fennoskandzki, północno-wschodnia część Niziny Wschodnioeuropejskiej).
Termin „tajga” stosowany bywa w odniesieniu do lasów borealnych, czyli północnych, zarówno Eurazji, jak i Ameryki Północnej, ewentualnie ograniczany jest tylko do pierwszego z tych kontynentów. Przy wąskim ujęciu terminu analogiczne lasy Ameryki Północnej określane są mianem borealnych lasów iglastych.

## Charakterystyka

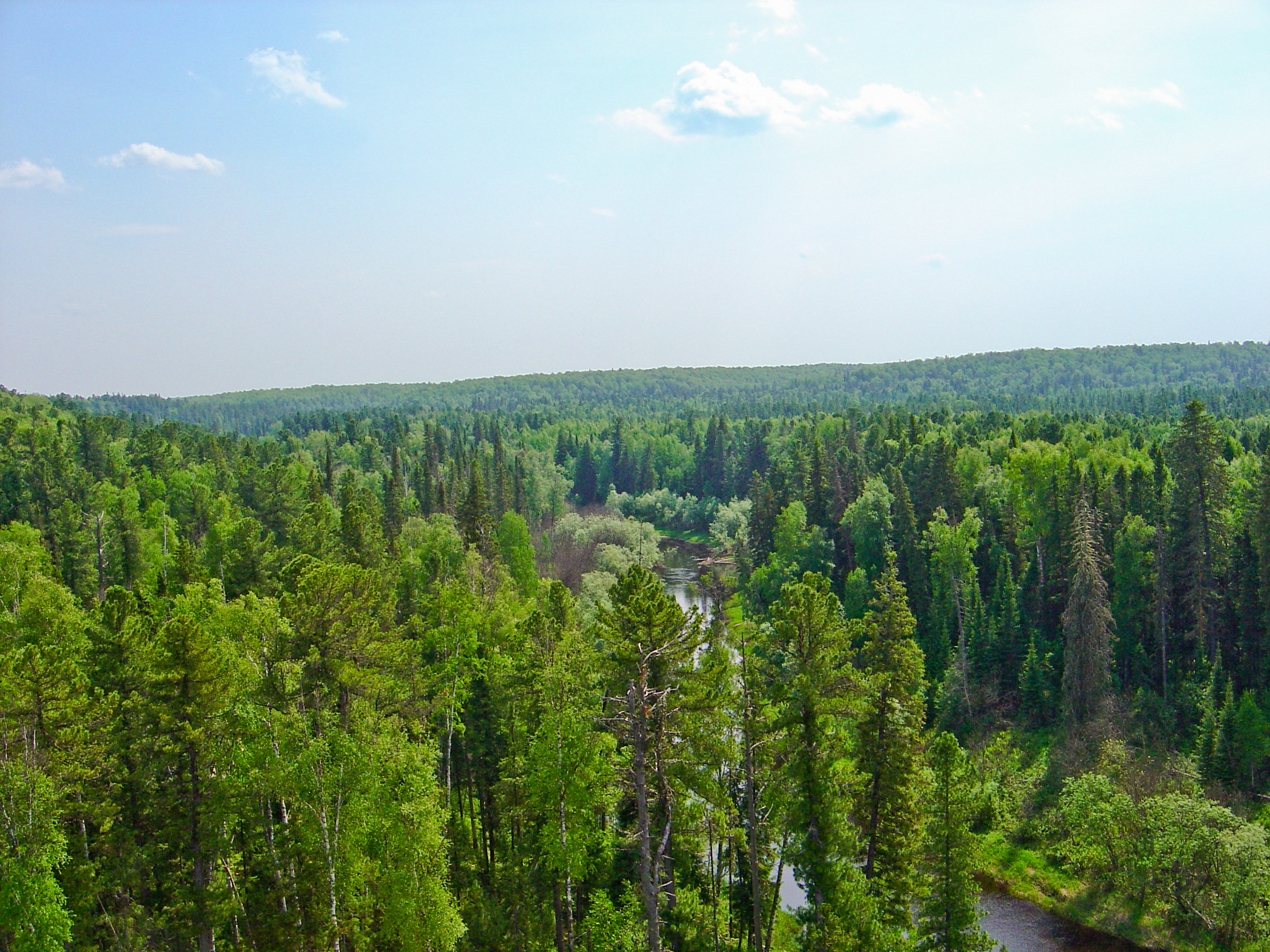
Tajga na Syberii (Nizina Zachodniosyberyjska)

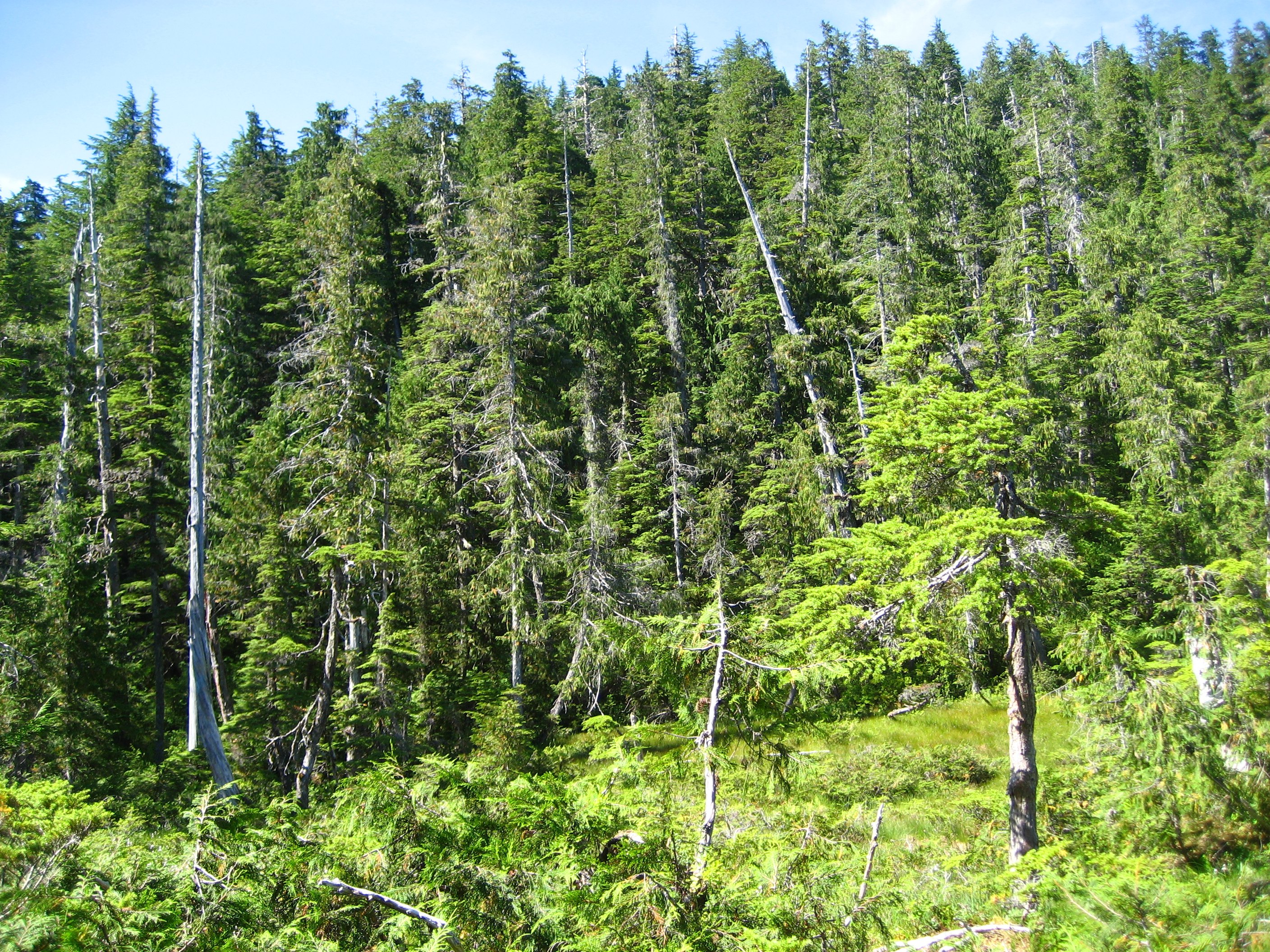
Tajga w strefie przybrzeżnej na Alasce

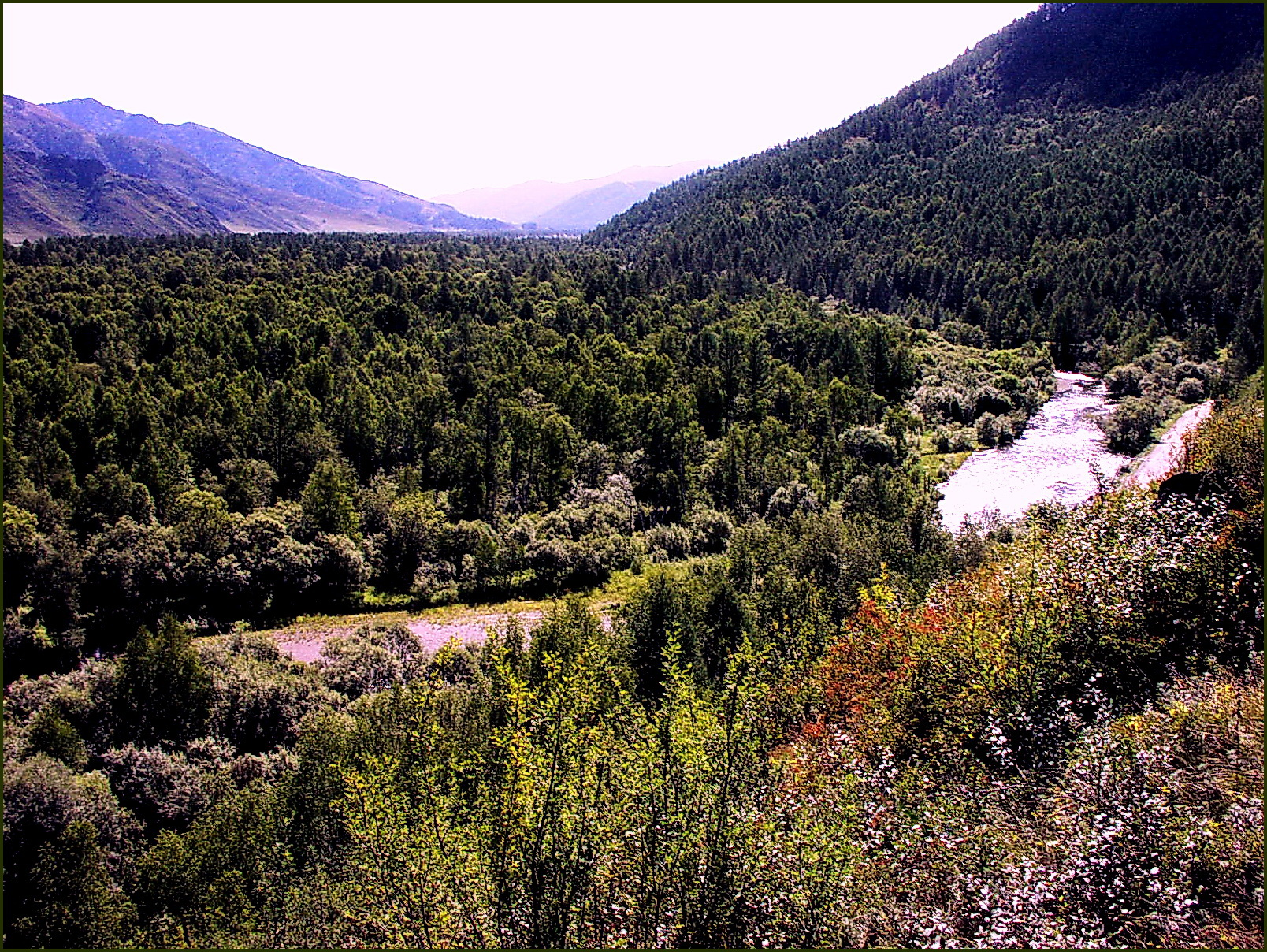
Tajga na Syberii (rzeka Czarysz w Ałtaju)

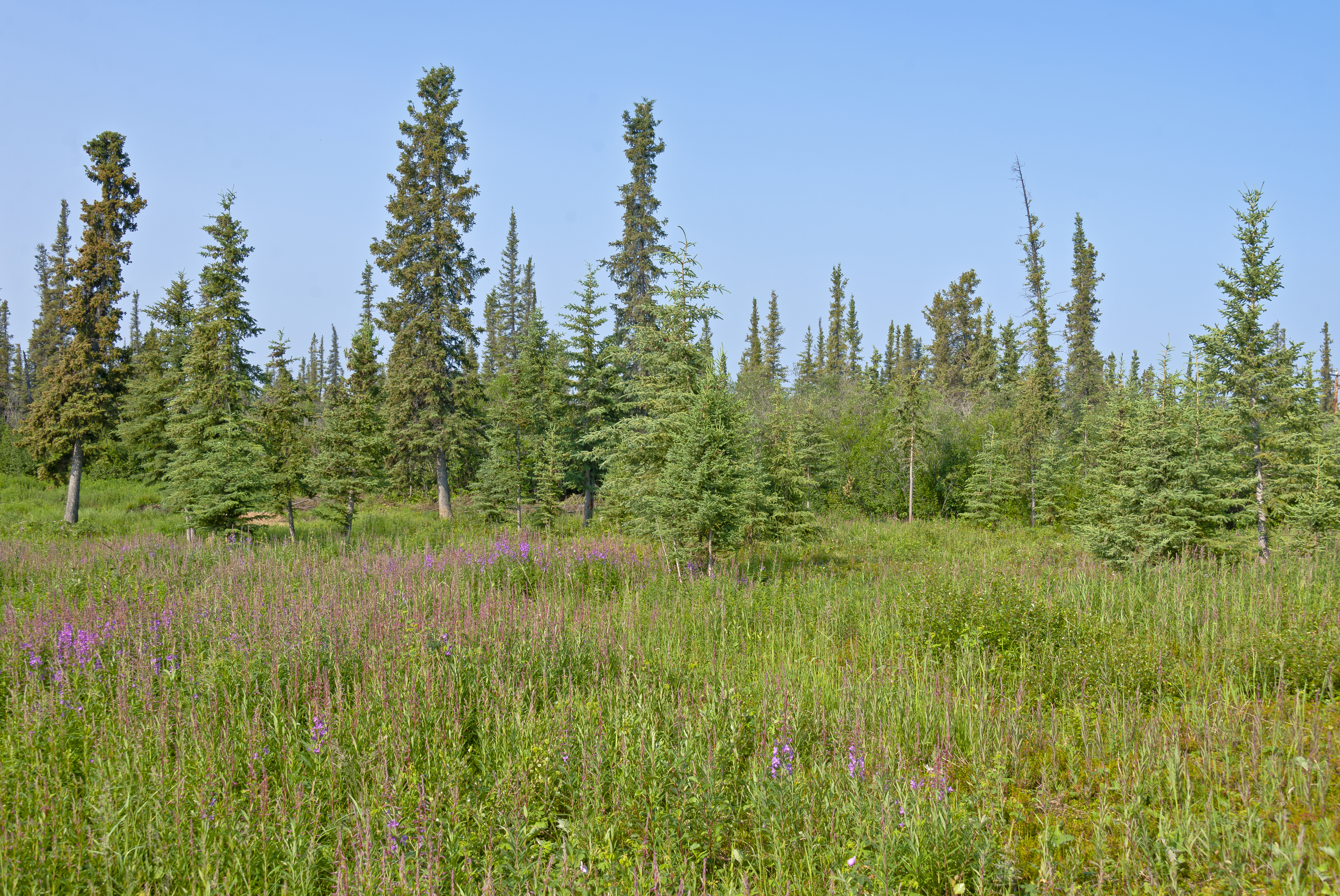
Tajga w Kanadzie (Terytoria Północno-Zachodnie)

Tajgę w większości porastają lasy iglaste oraz w niewielkim stopniu liściaste. Gatunki liściaste są częstsze na obrzeżach lasów, pożarzyskach, nad brzegami rzek i na bagnach. Większy udział gatunków liściastych daje się zauważyć także na obszarach przymorskich, gdzie klimat jest znacznie łagodniejszy. Na północy tajga sąsiaduje przez obszar zwany lasotundrą z tundrą, a na południu z lasami liściastymi albo ze strefą stepową. Dosyć rozległy obszar Europy Środkowej i Wschodniej zajmuje boreo-nemoralna strefa przejściowa, charakteryzująca się mozaikowatością formacji leśnych. Strefa ta ciągnie się od południowej Szwecji poprzez kraje nadbałtyckie aż po Ural. W jej południowych rejonach przeważają lasy liściaste, natomiast na północy dominują lasy iglaste. W rejonie zachodnim, gdzie znajdują się lepsze gleby, występują głównie drzewostany dębowe z domieszką buka. W Europie Wschodniej dominującą rolę w składzie lasów borealnych odgrywa natomiast sosna. Podobnie mieszany charakter mają formacje na Dalekim Wschodzie. W zachodniej części Ameryki Północnej borealne lasy iglaste przechodzą w iglaste lasy górskie lub nadmorskie (deszczowe lasy strefy umiarkowanej). W uproszczonych klasyfikacjach formacji roślinnych wszystkie te lasy iglaste bywają łączone jako jeden biom, mimo znacznych różnic klimatycznych.
Tajga Eurazji rozciąga się na przestrzeni około 9 tys. km od Półwyspu Skandynawskiego na zachodzie do Oceanu Spokojnego na wschodzie. Występują tam krótkie, ciepłe lato i długa, mroźna, śnieżna zima. W większej części strefy lasów iglastych występuje wieczna zmarzlina. Grunt jest bardzo głęboko zamarznięty i tylko latem rozmraża się na głębokość 1 m. Wieczna zmarzlina uniemożliwia odpływanie wód opadowych, co sprzyja tworzeniu się rozległych obszarów bagiennych.

## Cechy krajobrazu
Lasy wielogatunkowe, lasy jednogatunkowe, lasy iglaste, wieczna zmarzlina, obszary bagienne, jeziora polodowcowe.
Wyróżnić można dwa typy tajgi euroazjatyckiej:
- tajgę ciemną – występuje głównie w Europie i Zachodniej Syberii, ale także wyspowo na obszarze całej Syberii. Budowana jest przez gatunki wyższe, rosnące gęściej (świerk syberyjski, jodła syberyjska, limba syberyjska), ma stosunkowo bogate runo krzewinkowe;
- tajgę jasną – występuje we Wschodniej Syberii i północnej Europie. Budowana jest przez gatunki niższe, rosnące rzadziej (modrzew dahurski, sosna zwyczajna), runo ma ubogie, chrobotkowe.

Na fizjonomię i ekologię roślinności tajgi duży wpływ mają naturalne zaburzenia (wiatrołomy, pożary, powodzie), gdyż wiele gatunków drzew, zwłaszcza tajgi jasnej, wykazuje cechy pirofityczne – np. posiada grubą, łuszczącą się korkową korę.

## Flora
Na obszarach tajgi rosną głównie drzewa iglaste: świerki, sosny, limby, jodły syberyjskie, modrzewie, ale także – najczęściej drobnolistne – liściaste: brzozy, osiki, olsze, jarzęby. Drzewa szpilkowe są bardzo dobrze przystosowane do panujących warunków klimatycznych. Mogą rosnąć aż do obszarów, na których zaledwie przez 30 dni w roku średnia temperatura przekracza 10 °C, a w dwóch następnych miesiącach nie ma mrozu. Gruba, woskowa okrywa szpilek chroni je przed mrozami. Drzewostany w borealnej strefie lasów iglastych półkuli północnej są z reguły jednowarstwowe, zwarte, ciemne, albo też zbudowane dość luźno. Im dalej na północ, tym są one bardziej luźne i uboższe gatunkowo. Luźna forma tych lasów związana jest przede wszystkim ze zmianą pokroju koron drzew, które na tych szerokościach geograficznych są węższe, bardziej strzeliste. Wąskie i wysokie korony pozwalają na lepsze wykorzystanie promieni słonecznych podczas niskiego położenia słońca. Takie ukształtowanie koron drzew nie powoduje także szkód okiścią śnieżną.
Warstwa krzewów w borealnych lasach iglastych jest bardzo słabo wykształcona. Składają się na nią przeważnie pojedyncze egzemplarze młodych drzewek, ale najczęściej reprezentowany jest jałowiec.
W runie występują liczne gatunki grzybów, mszaków, mchów oraz rośliny z rodziny wrzosowatych: borówka, żurawina błotna, gruszyczka.

## Fauna
W ciągu krótkiego lata w lasach tajgi pojawiają się duże ilości komarów zwane gnusem. Poza wieloma gatunkami owadów żyją tam także liczne ptaki: sikory, jemiołuszki, głuszce, krogulce i jastrzębie. Niektóre z nich, np. jemiołuszki, uciekają przed zimą, odlatując na południe, do strefy lasów liściastych. Na obszarze tajgi spotyka się wędrujące stada reniferów. Występuje także wiele innych gatunków ssaków, takich jak łosie, łasice, gronostaje, wiewiórki, rosomaki, borsuki, rysie, lisy, wilki, niedźwiedzie, tygrysy i kuny. Niektóre z nich, np. niedźwiedzie brunatne, na okres zimy zapadają w sen zimowy.